# Petoskey (Michigan)
Petoskey ist ein Ort im US-amerikanischen Bundesstaat Michigan und County Seat des Emmet County. Das U.S. Census Bureau hat bei der Volkszählung 2020 eine Einwohnerzahl von 5877 ermittelt.
Es besteht eine Städtepartnerschaft mit Takashima in Japan.

## Geographie
Petoskey liegt im Norden Michigans an der Little Traverse Bay, erstreckt sich über ungefähr 13 km (8 miles) entlang des Lake Michigan und hat eine Fläche von ungefähr 13,70 km². Die Stadt liegt an der Mündung des Bear River, der durch die Stadt fließt.
Die Stadt liegt am U.S. Highway 31, der durch den Stadtkern verläuft. Nächstgrößere Stadt mit ungefähr 55.000 Einwohnern ist das ca. 230 km entfernte Saginaw. Der nächste Flughafen befindet sich im ca. 30 km entfernten Pellston.
Zur Stadt Petoskey gehört das 1875 gegründete Chautauqua Bay View. 1994 wurde Bay Harbor, eine Mischung aus Wohngebiet und Resort, dem Stadtgebiet hinzugefügt. Bay Harbor befindet sich auf dem Gelände einer ehemaligen Zementfabrik, das jahrelang brach gelegen hatte.
Das Ufergebiet Petoskeys weist ein besonders hohes Vorkommen des Staatssteines Michigans, dem Petoskey, dessen Name auf dem der Stadt beruht, auf.

## Geschichte
Das Gebiet der heutigen Stadt Petoskey hieß früher „Bear River“. Besiedelt war dieses Gebiet bereits seit Jahrhunderten von den Anishinabe, Vorfahren des heutigen Little Traverse Bay Bands of Odawa Indians, die heute noch ungefähr 4 % der Bevölkerung ausmachen. Erste weiße Siedler waren ab 1855 Missionare und Pelzhändler, die das große Biber-Vorkommen für sich entdeckt hatten. Obwohl die Regierung den indigenen Bewohnern ihr Land zugesichert hatte, gab es ab April 1875 die Möglichkeit für Weiße, Land zu erwerben. Zu der Zeit zählte Petoskey 150 Einwohner; allein in den ersten drei Tagen der Landvergabe im April 1875 wurden 800 „claims“ erworben.
Den Namen Petoskey erhielt die Siedlung 1873 zu Ehren des Odawa-Häuptlings Ignatius Pet-O-Sega (auch Petosegey), der 1787 als Sohn eines französischen Pelzhändlers und einer Indianerin geboren wurde. In der Sprache der Ottawa bedeutet Pet-O-Sega Lichtstrahlen.
Die Wirtschaft der Region war bald durch das hohe Vorkommen an Holz und Kalkstein bestimmt. Die Lage direkt am Lake Michigan ermöglichte den schnellen Transport. Holz aus Petoskey wurde zum Beispiel für den Wiederaufbau Chicagos nach dem großen Brand 1871 verwendet. Nachdem ab 1873 die Eisenbahn im Emmet County gebaut wurde und Dampfschiffe den Hafen Petoskeys anliefen, wuchs die Stadt schnell an und gewann auch als Touristenziel an Bedeutung. Anfang des 20. Jahrhunderts gab es bereits 14 Hotels in Petoskey.
Der erste Ortsvorsteher Petoskeys war Hiram Obed Rose (1830–1911), der vorher in Northport mit dem Verkauf von Holz für den Betrieb von Dampfschiffen Geld verdient und 1873 in Petoskey 200 Acre (ca. 81 ha) Land gekauft hatte. Rose setzte sich dann für den Ausbau der Eisenbahnstrecke ein, gründete das Kalkwerk Michigan Lime Works und baute das Petoskey Grand Opera House. Er betrieb außerdem zahlreiche weitere Geschäfte, wie z. B. ein Hotel und ein Warenhaus. Am 5. März 1886 konnte erstmals elektrisches Licht eingeschaltet werden, nachdem Rose die dazu notwendige Anlage erbaut hatte. Hiram O. Rose wird auch der „Vater Petoskeys“ genannt und nach ihm wurde die Rose Street benannt.

## Demographie
Nach dem Census 2020 hatte Petoskey 5877 Einwohner, von denen geschätzt 9,3 % unter der Armutsgrenze lebten. Das durchschnittliche Jahreseinkommen pro Haushalt (berechnet über einen Zeitraum von 2015 bis 2019) betrug 45.107 USD. Die Durchschnittshaushaltsgröße betrug 1,93 Personen.

## Kultur und Sehenswürdigkeiten
Der Stadtkern Petoskeys, seinerzeit Midway genannt, entwickelte sich ab ungefähr 1890 zum Einkaufsviertel der Stadt. Der viktorianische Stil hat sich über die Zeit erhalten und zählt heute als Historic Gaslight District mit unterschiedlichen Veranstaltungen zu einer Sehenswürdigkeit der Stadt.

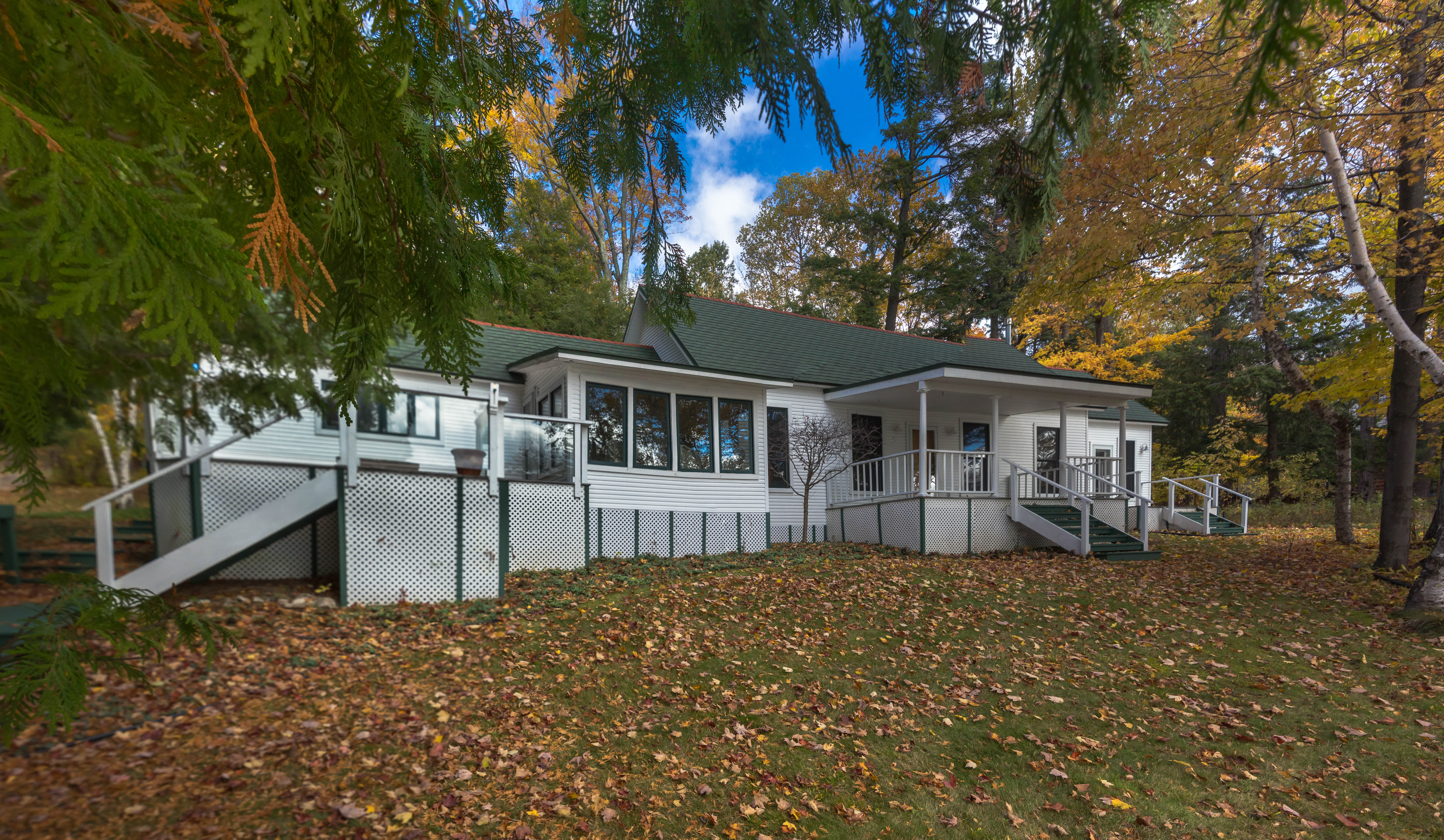
Ernest Hemingway Cottage (2018). Dieses auch als Windemere bekannte Cottage war das Sommerhaus in der Kindheit Ernest Hemingways. Im November 1968 wurde das Gebäude als National Historic Landmark anerkannt.

40 Bauwerke und historische Bezirke (Historic Districts) Petoskeys sind im National Register of Historic Places („Nationales Verzeichnis historischer Orte“; NRHP) eingetragen (Stand 15. Juli 2022). Zwei Objekte in der Stadt haben den Status von National Historic Landmarks („Nationales historisches Wahrzeichen“): das Ernest Hemingway Cottage und die Bay View Association.

## Sonstiges
In seiner Jugend verbrachte Ernest Hemingway oft seine Ferien in einem Ferienhaus der Familie am Lake Walloon südlich von Petoskey. Nach dem Ersten Weltkrieg kehrte Hemingway im Winter 1919 zurück nach Petoskey. Der Kurzroman Die Sturmfluten des Frühlings (The Torrents of Spring) spielt in Petoskey, und einige Kurzgeschichten mit dem Protagonisten Nick Adams sind in dem nicht weit entfernten Ort Horton Bay angesiedelt.

## Söhne und Töchter der Stadt
- Bruce Catton (1899–1978), Journalist
- Claude Shannon (1916–2001), Begründer der Informationstheorie
- Hal Smith (1916–1994), Sänger, Schauspieler, Radio- und Synchronsprecher
- Donna Allen (1920–1999), Arbeitsökonomin, Historiker, Feministin und Bürgerrechtlerin
- David Malpass (* 1956), Präsident der Weltbank
- Jim Slater (* 1982), Eishockeyspieler
- Megan Boone (* 1983), Schauspielerin
- Angelo Madsen Minax (* 1983), Filmemacher und Visual Artist